# Neoplan Euroliner
Der Euroliner ist eine Omnibus-Modellreihe von Neoplan, die von 1998 bis 2006 gebaut wurde. Er löste die Modellreihen Jetliner und Transliner ab und war in unterschiedlichen Längen als Überland-, Kombi- und Reisebus erhältlich. Die Fertigung erfolgte anfangs im Werk Berlin-Spandau, ab Ende 2001 dann im Werk Plauen.
Sein Nachfolger als Überland- und Kombibus war der von 2004 bis 2009 gebaute Trendliner, der auf dem Lion’s Regio von MAN basierte. Nachfolger des Euroliners als preisgünstiger Reisebus ist der seit 2003 produzierte Tourliner.

## Varianten
Zur Unterscheidung der gleichnamigen Fahrzeuge der Transliner-Modellreihe wird der dreistelligen Nummer häufig die Ziffer 3 vorangestellt, so dass beispielsweise die Bezeichnung N 3316 Ü dem Euroliner N 316 Ü entspricht.

### Überlandbusse
- N 312 Ü: 10,0 Meter
- N 313 Ü: 10,6 Meter
- N 314 Ü: 11,3 Meter
- N 316 Ü: 12,0 Meter
- N 316/3 ÜL: 13,7 Meter, 3 Achsen
- N 318/3 Ü: 15,0 Meter, 3 Achsen

### Kombibusse
- N 312 K: 9,95 Meter
- N 316 K: 12,0 Meter
- N 316/3 KL: 13,7 Meter, 3 Achsen

### Reisebusse
- N 313 SHD: 10,6 Meter
- N 316 SHD: 12,0 Meter
- N 316/3 SHDL: 13,7 Meter, 3 Achsen